# Tilburg University
Tilburg University er et nederlandsk offentligt katolsk universitet specialiseret inden for humaniora og samfundsvidenskab. Univesitetet er beliggende i byen Tilburg, en del af provinsen Nord-Brabant, i den sydlige del af Nederlandene .
Institutionen har opbygget et ry for både forskning og undervisning over hele verden. Inden for akademiske publikationer rangerede Research Papers in Economics sit fakultet for økonomi og forretningsadministration som den 23. mest produktive forskningsafdeling i verden og det 6. i Europa.  Ifølge Shanghai Ranking i 2020 ligger Tilburg University på 6. plads inden for forretningsadministration og på 24. plads inden for finans over hele verden.   Inden for lovområdet er universitetet i Tilburg rangeret 28. i verden og 2. i Holland ifølge den akademiske rangordning af universiteterne i 2021.  Derudover tilbyder fakultetet for samfundsvidenskab og adfærdsvidenskab en unik to-årig kandidatgrad i medicinsk psykologi (undervist på hollandsk), hvor de studerende er uddannet som videnskabelige fagfolk inden for det medicinske område.

## Historie
Universitetet blev grundlagt i 1927 . Først var det udelukkende en skole for forretningsadministration og ledelse . Senere blev fakulteter som jura (etableret i 1963 ), samfundsvidenskab og adfærdsvidenskab (også i 1963 ), teologi og filosofi ( 1967 ) og endelig School of Art ( 1981 ) indarbejdet.
Trods væksten i resten af fakulteterne er Business Administration og Management i dag den største af alle dem, der udgør universitetet efter antal studerende.
Tilburg University er et specialiseret universitet og har et stærkt fokus på ledelse, kunst, samfundsvidenskab, jura, økonomi og humaniora. I 2021 inkluderede tre store universitetsrangeringer (QS World University Ranking, THE University University Rankings og US News Best Global Universities) Tilburg blandt de top 40 i verden og top 10 i Europa inden for økonomi.   
Tilburg University er rangeret 20. på verdensplan og 6. i Europa inden for økonomi og forretning, ifølge US News 2021 ranking  . Times Higher Education i 2021 rangerer det på 37. plads i økonomi og forretning, og Shanghai-ranglisten viser det som det sjette bedste universitet i verden inden for forretningsadministration, nummer 26 i økonomi og 37 i ledelse.   
Ifølge THE-placeringen er Tilburg placeret inden for de top 50 universiteter inden for jura (28.) og psykologi (50.). Han skiller sig også ud inden for samfundsvidenskab (101-125 °), kunst og humaniora (101-125 °) og uddannelse (top 250). QS-placeringen placerer på sin side det som et af de bedste universiteter inden for statistik (Top 150) og sociologi (Top 200).
Til gengæld skiller TIAS Business School sig ud på adskillige placeringer. Nogle af dem er:
- 32 i Europa ifølge Financial Times 2020-placeringen.
- 69 i verden i EMBA-programmet i henhold til Financial Times 2020-placeringen.
- 49 i verden i EMBA-programmet i henhold til QS Global Executive MBA 2020-rangordning. [12]
- 65 i verden i EMBA-programmet i henhold til THE Economist 2020-rangordning. [13]